# دانشگاه نینگبو
دانشگاه نینگبو (به چینی: 宁波大学) یک دانشگاه در شهر نینگبو در چین است. این دانشگاه، از دانشگاه‌های کلیدی چجیانگ محسوب می‌شود. وزارت آموزش چین این دانشگاه را در فهرست پروژه تبدیل به دانشگاه تراز اول (Double First Class) قرار داده است.

## دانشکده‌ها
- دانشکده کسب و کار
- دانشکده علوم دریایی
- دانشکده مهندسی و علوم اطلاعات
- دانشکده علم
- دانشکده پزشکی
- دانشکده مکانیک و مهندسی مکانیک
- دانشکده حقوق
- دانشکده تربیت معلم
- دانشکده ترابری
- دانشکده علوم ورزشی
- دانشکده درمانی
- دانشکده هنر
- دانشکده معماری، مهندسی عمران